# Sofie Hendrickx
Pour les articles homonymes, voir Hendrickx.
Sofie Hendrickx (née le 18 mai 1986 à Lierre, Belgique) est une joueuse belge de basket-ball.

## Biographie
Aux Kangoeroes d’Anvers, elle réalise des moyennes de 11,9 points (avec une adresse de 49,3 % à deux points) et 9,3 rebonds en championnat et 15,8 points (54,1 % à deux points) et 9,5 rebonds en Eurocoupe, elle signe en mai 2014 pour rejoindre l'équipe française de Toulouse. Après une première saison en France dans le Sud-Ouest, elle signe à l'été 2015 pour Angers. Le contrat avec Angers est rompu en décembre 2015 et elle signe avec le club suédois de Luleå.

## Équipe nationale
Membre de l'équipe nationale belge depuis les qualifications de l'Euro 2009. 

## Carrière

### Europe
- 2005-2006 :  BBC Wavre-Sainte-Catherine
- 2006-2007 :  Reyer Venise Mestre
- 2007-2011 :  BBC Wavre-Sainte-Catherine
- 2011-2014 :  BBC Kangoeroes-Boom
- 2014-2015 :  Toulouse MB
- 2015 :  UF Angers
- 2016-2017:  Luleå BBK
- 2017-2019 :  Basket Namur-Capitale
- 2019-2020 :  Spirou Charleroi

## Palmarès

### En club
- 2017: Championnat de Suède de basket-ball

### Équipe nationale
- Médaille de bronze au championnat d'Europe 2017 en République tchèque[5]